# 스콧 니더메이어
스콧 니더메이어(영어: Scott Niedermayer, 1973년 8월 31일~)는 캐나다의 은퇴한 아이스하키 선수로 현역 시절 포지션은 수비수이다. 현재 애너하임 덕스의 특임 코치로 일하고 있다. 그는 내셔널 하키 리그(NHL)에서 뉴저지 데블스와 애너하임 덕스 소속으로 뛰면서 18시즌 동안 1000회가 넘는 경기에 출전했고, 스탠리 컵에서 4회 우승, NHL 올스타전 5회 출전 기록을 달성했다. 2003-04 시즌에는 NHL 최고의 수비수에게 주는 제임스 노리스 메모리얼 트로피를 받았고, 2007년에는 플레이오프 MVP 선수에게 주는 콘 스미스 트로피를 받았다. 2017년에는 로스앤젤레스에서 열린 올스타 위크엔드에서 "위대한 NHL 선수 100인" 중 한 사람으로 선정되었다.
주니어 선수 시절에는 캠루프스 블레이저스의 일원으로 뛰면서, 웨스턴 하키 리그 선수권 대회에서 2번 우승했으며, 1992년 메모리얼 컵에서는 MVP로 선정되어, 팀의 캐나다 하키 리그 진출에 기여했다. 이후 1991년 NHL 드래프트에서 뉴저지 데블스의 지명을 받으며, 프로 선수 경력을 시작했고, 2005년에 애너하임으로 이적할 때까지 뉴저지에서 선수 생활을 하였다.
국제 대회에서는 캐나다 대표팀의 일원으로 활동하였다. 그는 스탠리 컵 우승을 포함하여, 세계 아이스하키 선수권 대회 우승(2004), 올림픽 금메달 2개 획득을 달성하여 트리플 골드 클럽에 가입하였다. 또한 1991년 세계 주니어 선수권 대회와 2004년 아이스하키 월드컵에서도 캐나다팀의 우승에 기여하여, 코리 페리와 함께 스탠리 컵, 올림픽, 세계 선수권 대회, 월드컵, 세계 주니어 선수권 대회, 메모리얼 컵 6개 대회를 모두 우승한 단 2명의 북아메리카 선수가 되었다.
NHL 역사상 가장 위대한 수비수 중 한 명으로 간주되는 니더메이어는 선수 생활 동안 여러 상을 받았고, 2012년에는 캐나다 스포츠 명예의 전당에, 2013년 11월에는 하키 명예의 전당에 헌액되었다. 그가 몸담았던 뉴저지 데블스, 애너하임 덕스, 캠루프스 블레이저스는 그의 등번호 27번을 영구결번으로 지정했다.

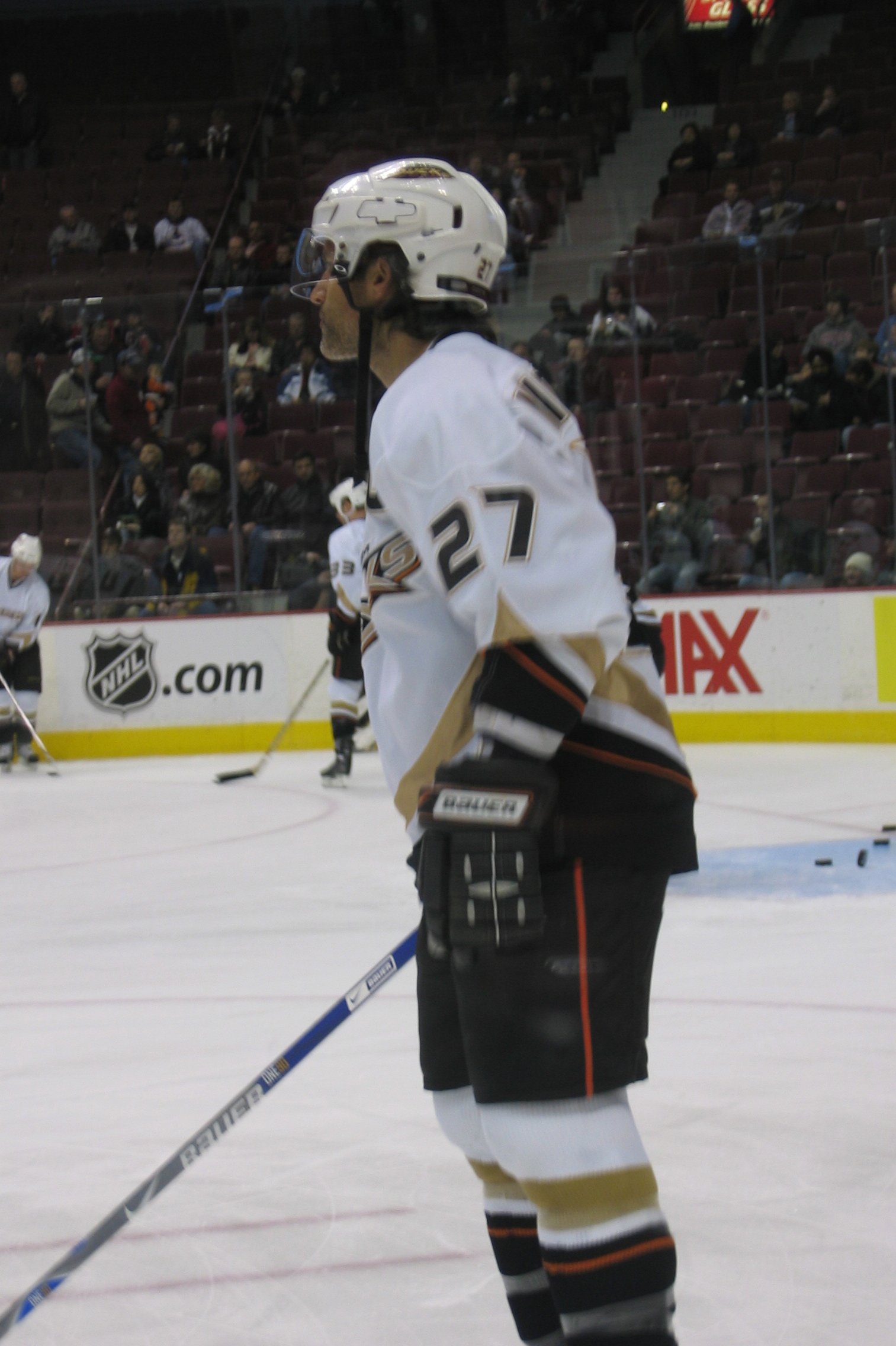
2006년 애너하임 덕스 소속 시절의 니더메이어

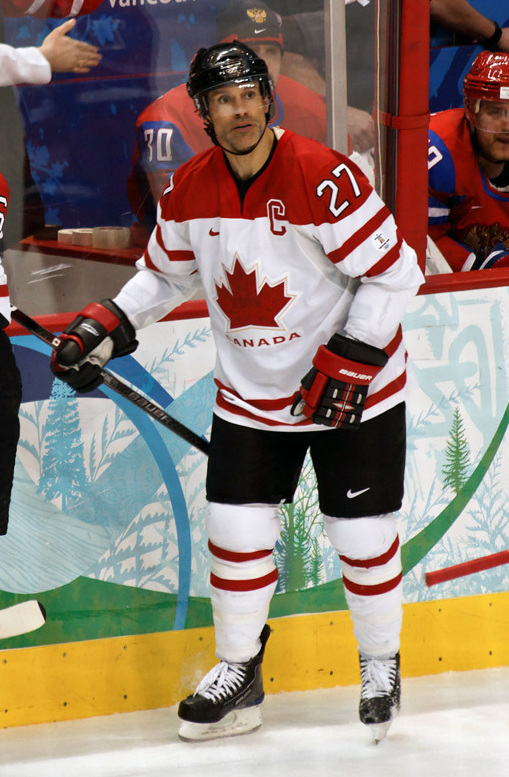
2010년 동계 올림픽 러시아전 당시의 니더메이어